# Opheliidae
Opheliidae ist der Name einer Familie sehr kleiner bis kleiner Vielborster (Polychaeta), die in Meeren weltweit meist im sandigen Untergrund grabend zu finden sind.

## Merkmale
Die ausgewachsen wenige Millimeter bis etwa 6 cm großen Vielborster der Familie Opheliidae haben einen meist spindelförmigen Körper mit unauffälligen 30 bis 60 Segmenten und nur schwach entwickelten Parapodien sowie einem kompakten Kopf ohne Anhängsel. Die Körpergestalt bei den Opheliidae variiert: Während die Borstenwürmer der Gattungen Dindymenides und Travisia eher kurze, dicke und madenartige Körper haben, sind sie in den Gattungen Armandia und Polyophthalmus oder auch Ophelina mit der bis 6 cm großen Ophelina acuminata sehr schlank, glatt und torpedoförmig, in den Gattungen Ophelia, Euzonus und Lobochesis dagegen vorn aufgeblasen und hinten zylindrisch oder schmal.
Das viereckige Prostomium (Kopflappen) weist weder Antennen noch Palpen auf, doch kann es vorn in eine längliche Palpode auslaufen. Das Peristomium ist zurückgebildet und ist entweder mit dem Prostomium verschmolzen oder bildet einen auffälligen Ring. Die ausstülpbaren Nuchalorgane sind paarig. Die Längsmuskeln des Hautmuskelschlauches sind in Bündeln angeordnet. Das erste Segment ähnelt den nachfolgenden, bei denen auch sämtliche Parapodien einander ähneln. Beide Zweige der Parapodien sind klein, und meist ist das Notopodium etwas kleiner als das Neuropodium. Eine Ausnahme bildet die Vertreter der Gattung Travisia mit ihren großen, wohl entwickelten Parapodienzweigen. Die als einfache Fäden ausgebildeten Kiemen sitzen nahe beim Notopodium. Rücken- und Bauchcirren fehlen ebenso wie Papillen der Epidermis. Das Pygidium kann haubenförmig ohne innere und seitlichen Cirren oder haubenlos mit vielen Cirren sein. Das axiale, einfache Buccalorgan weist eine sackartige, ausstülpbare Proboscis auf. Die Tiere haben eine Kehlmembran.
Der Darm ist als gerades Rohr ausgebildet. Das geschlossene Blutgefäßsystem weist bei allen bekannten Arten ein zentrales Herz auf. Zur Bindung des Sauerstoffs dienen als Blutfarbstoff Hämoglobine, die frei im Blut gelöst und nicht an Blutkörperchen gebunden sind.
Die meisten Arten der Familie haben zahlreiche paarige Nephridien, von denen es in den Gattungen Travisia und Ophelina bis zu 27 Paar gibt. In deutlichem Gegensatz hierzu weisen bei den Vertretern der Gattung Ophelia nur drei Segmente Nephridien auf, deren sechs Ausgänge an oder neben den Kämmen der Parapodien sitzen können.
Die Segmente weisen beiderseits oft auch je einen Augenfleck auf.
Die Opheliidae sind getrenntgeschlechtlich mit gleich großen wie auch in etwa gleicher Anzahl auftretenden Männchen und Weibchen. Soweit bekannt, gibt es äußere Befruchtung und eine Entwicklung über frei schwimmende Larven, die je nach Art von Dotterreserven oder von Phytoplankton leben.

## Lebensweise
Die Tiere graben sich kopfüber in den sandigen oder schlammigen Meeresboden ein.
Soweit bekannt, sind alle Opheliidae Detritusfresser, die ihre Nahrungspartikel vom Substrat aufnehmen oder auch Sandpartikel schlucken, an denen sich organisches Material befindet.
Die Opheliidae sind getrenntgeschlechtlich. Die Befruchtung findet extern im freien Meerwasser statt. Aus den Eiern schlüpfen Larven, die zunächst frei schwimmend als Zooplankton leben und sodann zu kriechenden Würmern metamorphosieren.

## Gattungen
Die Familie Opheliidae wird in 9 Gattungen unterteilt:
- Ammotrypanella McIntosh, 1878
- Antiobactrum Chamberlin, 1919
- Armandia Filippi, 1861
- Neomeris O.G. Costa, 1844
- Ophelia Savigny, 1822
- Ophelina Örsted, 1843
- Polyophthalmus Quatrefages, 1850
- Tachytrypane McIntosh in Jeffreys, 1876
- Thoracophelia Ehlers, 1897